# Tôn giáo tại Phần Lan

Nhà thờ chính tòa Helsinki

Phần Lan là một quốc gia Kitô giáo với 65,15% dân số là tín hữu thuộc Giáo hội Tin Lành Luther Phần Lan, 32,02% dân số không có tôn giáo, 1,05% theo Chính thống giáo Đông Phương, 0,94% theo các trường phái Kitô giáo khác và 0.84% còn lại là tín hữu của các tôn giáo khác như Islam giáo, Ấn Độ giáo, Phật giáo, Do Thái giáo, theo tín ngưỡng dân gian, v.v. Số liệu thống kê trên không tính đến một số phân loại dân cư khác, chẳng hạn như những người tị nạn chưa được cấp giấy phép cư trú vĩnh viễn.
Tại Phần Lan, có hai giáo hội cấp dân tộc (khác với giáo hội quốc gia), đó là Giáo hội Tin Lành Luther Phần Lan và Giáo hội Chính thống giáo Phần Lan. Các tín hữu thuộc một trong hai Giáo hội này về mặt giấy tờ sẽ được trích một phần thu nhập (xấp xỉ 1%–2%) để đóng góp cho giáo hội của mình.
Phần Lan có hơn 12.000 tín hữu Công giáo, Anh giáo và khoảng 44.000 người theo phong trào Tin Lành Ngũ Tuần, cùng với một số cộng đồng Kitô giáo phi hệ phái. Trước khi người Phần Lan bản địa được Kitô hóa vào đầu thế kỷ 11, tôn giáo chính của họ là Pagan giáo Phần Lan.

## Kitô giáo

### Tin Lành Luther

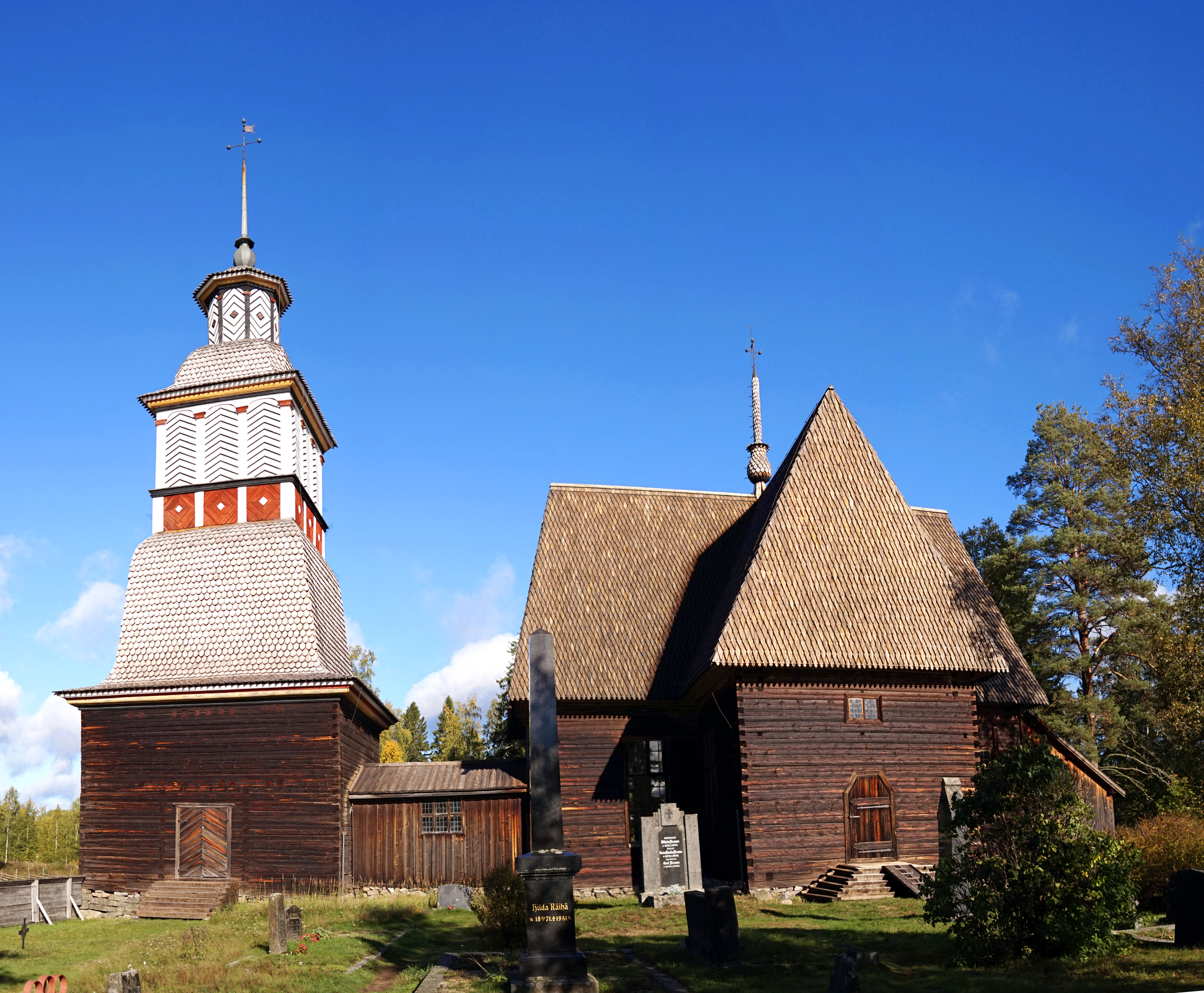
Nhà thờ cổ Petäjävesi là một ngôi thánh đường gỗ cổ xưa thuộc thẩm quyền của Giáo hội Luther Phần Lan. Nơi đây được UNESCO công nhận là Di sản thế giới vào năm 1994

Vào năm 2022, tại Phần Lan có 3,6 triệu tín hữu Tin Lành Luther, chiếm 62,5% trong tổng dân số, và mỗi một tín hữu này thì có thông tin đăng ký tại một giáo xứ. Giáo hội Tin Lành Luther Phần Lan là một giáo hội giám mục chế, tức là được cai quản bởi hàng giám mục, và có truyền thống tự trị ở cấp giáo xứ. Theo số liệu năm 2018, Giáo hội Tin Lành Luther Phần Lan có 9 giáo phận, 10 giám mục và 384 giáo xứ độc lập. Tính trung bình, mỗi một giáo xứ có 7000 giáo dân, giáo xứ nhỏ nhất thì có khoảng vài trăm giáo dân, mà giáo xứ lớn nhất thì con số lên tới hàng vạn. Trong những năm gần đây, có nhiều giáo xứ phải tiến hành hợp nhất lại nhằm đảm bảo hiệu quả hoạt động của mình. Bên cạnh đó, việc sáp nhập đơn vị hành chính cấp huyện tại Phần Lan cũng đòi hỏi các giáo xứ phải sáp nhập lại với nhau vì có khi mỗi một đơn vị cấp huyện chỉ có mỗi một hoặc một vài giáo xứ.

### Chính thống giáo

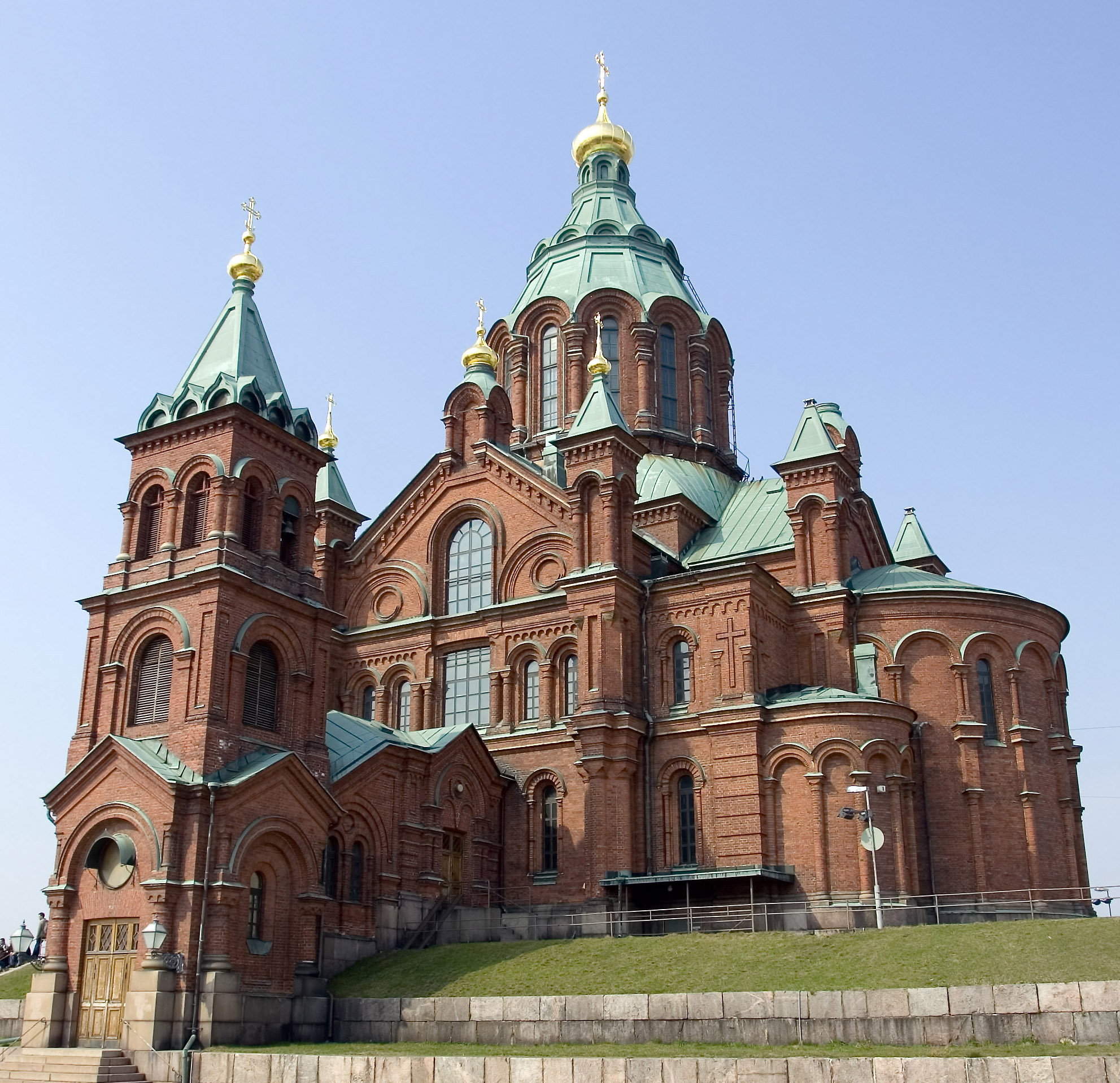
Nhà thờ chính tòa Uspenski tại thành phố Helsinki thuộc thẩm quyền của Giáo hội Chính thống giáo Phần Lan.

Giáo hội Chính thống giáo Phần Lan (tiếng Phần Lan: Suomen ortodoksinen kirkko, tiếng Thụy Điển: Ortodoxa kyrkan i Finland) là một giáo hội địa phương tự trị cấp tổng giáo phận thuộc thẩm quyền của Tòa Thượng phụ Đại kết Constantinopolis. Tương tự với Hội Thánh Tin Lành Luther Phần Lan, Giáo hội Chính thống giáo Phần Lan là một trong hai giáo hội cấp dân tộc của Phần Lan. Khởi nguồn từ sứ mệnh truyền giáo tại xứ Karelia của các thừa sai người Novgorod, cho nên trước năm 1923, Giáo hội Chính thống giáo Phần Lan là một bộ phận của Giáo hội Chính thống giáo Nga. Vào năm 2023, Giáo hội Chính thống giáo Phần Lan có 3 giáo phận, 10 giáo xứ với khoảng 56.000 tín hữu, chiếm khoảng 1% trong tổng dân số bản địa tại Phần Lan. Giáo xứ Helsinki là giáo xứ có đông giáo dân nhất cả nước, với lượng giáo dân chiếm tới một phần ba lượng giáo dân toàn giáo hội.

### Công giáo

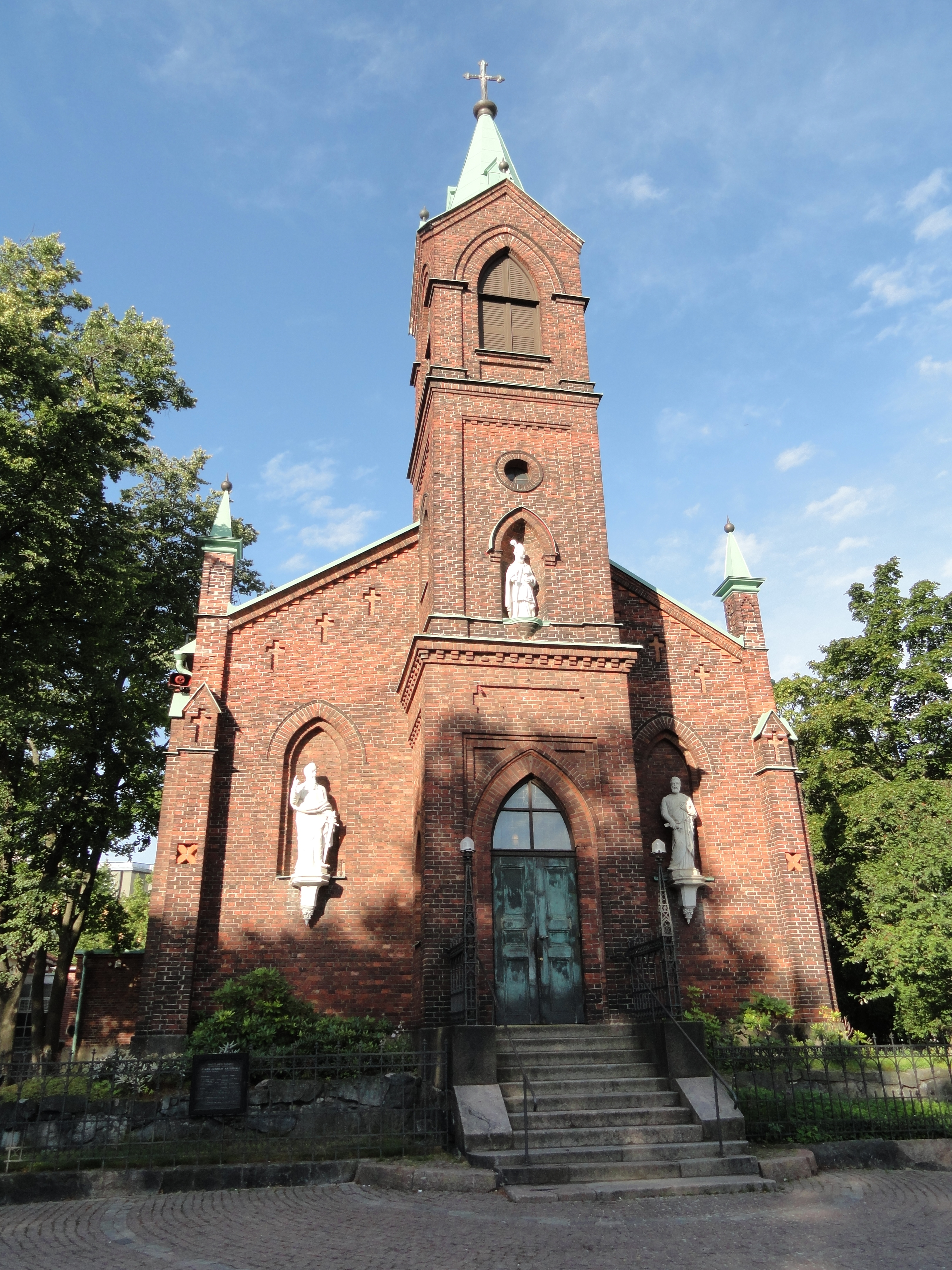
Nhà thờ chính tòa Thánh Henricus, Giáo phận Công giáo Helsinki

Giáo hội Công giáo Phần Lan là một phần của Giáo hội Công giáo hoàn vũ, do Đức Giáo tông lãnh đạo trực tiếp về mặt thiêng liêng tại Roma. Năm 2020, tại Phần Lan có khoảng 16.000 tín hữu Công giáo trong tổng số 5,5 triệu dân. Ước tính có hơn 6.000 hộ gia đình Công giáo tại Phần Lan, một nửa trong số đó là các hộ gia đình người Phần Lan bản địa và phần còn lại thuộc về các dân tộc khác. Do số giáo dân Công giáo Phần Lan là rất ít nên toàn bộ địa phận nước Phần Lan nằm trong một giáo phận duy nhất, đó là giáo phận Helsinki.
Theo số liệu năm 2018, trên thế giới chỉ có 5 linh mục là người gốc Phần Lan, trong đó có 3 linh mục hiện đang phục vụ tại Phần Lan. Giám mục Chính tòa Helsinki đương nhiệm là ông Raimo Goyarrola (bổ nhiệm ngày 29 tháng 9 năm 2023), người kế nhiệm Giám mục Teemu Sippo sau khi ông từ nhiệm vào tháng 5 năm 2019 vì lý do tuổi già. Giám mục Sippo là người Phần Lan bản địa đầu tiên được bổ nhiệm làm giám mục Công giáo trong vòng 500 năm. Hiện nay có khoảng 30 linh mục đang phục vụ tại Phần Lan và họ đến từ nhiều quốc gia trên thế giới. Giáo hội Công giáo Phần Lan tham gia tích cực trong phong trào Đại kết và hiện là một thành viên của Hội đồng Đại kết Phần Lan, mặc dù Giáo hội Công giáo hoàn vũ không phải là thành viên của Hội đồng Giáo hội Thế giới.

### Tin Lành Báp-tít
Tin Lành Báp-tít hiện diện tại Phần Lan kể từ giữa thế kỷ 19 và là một trong những hội thánh tự do xuất hiện sớm nhất tại nước này. Tin Lành Báp-tít tại Phần Lan có 3 tổ chức cấp hội thánh, đó là Hội Thánh Báp-tít Phần Lan (tiếng Phần Lan: Suomen Baptistikirkko), Hiệp hội Báp-tít Thụy Điển tại Phần Lan (tiếng Thụy Điển: Finlands svenska baptistsamfund), cùng 2 giáo đoàn thuộc phái Báp-tít Ngày Thứ Bảy. Bên cạnh đó, tại Phần Lan còn tồn tại một vài Hội Thánh Báp-tít độc lập. Phong trào Báp-tít được du nhập từ Thụy Điển vào Phần Lan vào giữa thập niên 1800. Vào năm 2021, Hiệp hội Báp-tít Thụy Điển tại Phần Lan có 13 giáo đoàn với khoảng 1000 thành viên. Hội Thánh Báp-tít Phần Lan có 14 giáo đoàn với khoảng 1500 thành viên. Hội Ái hữu Báp-tít Ngày Thứ Bảy có 2 giáo đoàn và 35 thành viên. Không có số liệu về số lượng thành viên và số lượng giáo đoàn của các Hội Thánh Báp-tít độc lập.

## Các tôn giáo thiểu số

### Pagan giáo hiện đại
Pagan giáo Phần Lan hiện đại, hay tín ngưỡng bản địa Phần Lan (tiếng Phần Lan: Suomenusko, n.đ. 'tín ngưỡng của người Phần Lan') là một phong trào phục hưng Pagan giáo hiện đại của Pagan giáo Phần Lan – tôn giáo dân tộc đa thần của người bản địa Phần Lan từ thời kỳ tiền Kitô giáo. Tiền thân của phong trào phục hưng này là phong trào Ukonusko (n.đ. 'tín ngưỡng thờ Ukko', đặt trong tâm vào thần Ukko) có từ đầu thế kỷ 20. Một trong những khó khăn mà phong trào phục hưng Pagan giáo hiện đại phải đối mặt đó là bản chất của nền văn hóa Phần Lan thời kỳ tiền Kitô hóa, vốn phụ thuộc vào truyền thống truyền miệng mà đến ngày nay còn sót lại rất ít. Nguồn tư liệu sơ cấp ghi chép về văn hóa bản địa Phần Lan là những trước tác của các tác giả theo Kitô giáo về sau này. Ngày nay, có hai tổ chức chính yếu quản lý Pagan giáo hiện đại Phần Lan, đó là Hiệp hội Tôn giáo Bản địa Phần Lan (Suomalainen kansanuskon yhdistys ry) đăng ký vào năm 2002, có trụ sở tại Helsinki và Hiệp hội Sao Bắc Cực (Taivaannaula ry), được thành lập và đăng ký vào năm 2007, hiện có trụ sở tại Turku và có chi nhánh tại một số thành phố. Hiệp hội Tôn giáo Bản địa Phần Lan cung cấp dịch vụ cho cả cộng đồng người Karelia và hiện là thành viên của Khối hiệp thông Uralic.

### Đạo Phật
Đạo Phật tại Phần Lan chiếm một phần rất nhỏ trong cộng đồng những người thực hành tôn giáo. Vào năm 2013, tại Phần Lan có 5.266 tín đồ đạo Phật, chiếm 0,1% dân số tại thời điểm đó. Đền thờ Phật giáo hiện diện tại các thành phố Helsinki, Hyvinkää, Hämeenlinna, Jyväskylä, Kouvola, Kuopio, Lahti, Lappeenranta, Pori, Salo, Tampere và Turku.